# Dyrekcja Poczty w Poznaniu
Dyrekcja Poczty w Poznaniu – monumentalny budynek w stylu neoromańskim, zlokalizowany w centrum Poznania, przy ul. Święty Marcin róg Kościuszki.
Budynek Dyrekcji Poczty, wraz z sąsiednim Ziemstwem Kredytowym, stanowił oprawę dla gmachu Zamku Cesarskiego i podobnie jak on, został zaprojektowany przez Franza Schwechtena i otwarty w 1910. Charakterystyczne dla budynku pocztowego były detale i płaskorzeźby, z których najokazalsza znajduje się przy głównym wejściu i jest kobiecą personifikacją poczty.
W gmachu, o czym informuje tablica pamiątkowa, od listopada 1919 do lipca 1920 zamieszkiwał i pracował Stanisław Przybyszewski. W dawnym zaborze pruskim obowiązywało po I wojnie światowej niemieckie ustawodawstwo odnośnie do poczt, telegrafu i telefonu. Przybyszewski był autorem tłumaczeń licznych rozporządzeń pruskich, a także opracował Słownik terminów pocztowych, Słownik terminologii teletechnicznej i Regulamin wewnętrzny Dyrekcji Poczt i Telegrafów. W Dyrekcji Poczty zatrudniona była jego córka – Stanisława Przybyszewska.
Obiekt pozostaje w posiadaniu poczty do dziś – oprócz pomieszczeń biurowych mieści jeden z popularniejszych urzędów pocztowych w centrum Poznania (dwukondygnacyjny).